# Karajá
Karajá o karayá (también inâ o yñâ) es un pueblo indígena de Brasil de la familia lingüística macro-yê, que habita desde tiempos inmemoriales en la cuenca del río Araguaia. Actualmente se les encuentra en las riberas de este río desde la ciudad de Aruanã en el estado de Goiás, en los alrededores de la gran Isla de Bananal, donde se concentra el mayor número de aldeas, hasta el estado de Tocantins, en cercanías de Santa Fé do Araguaia.

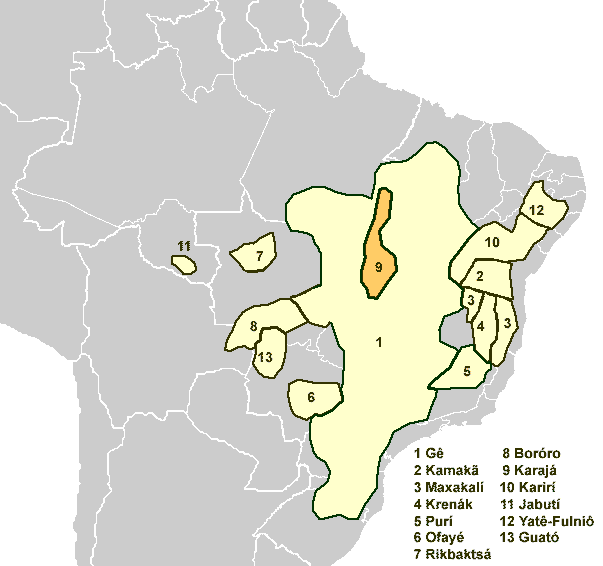
Extensión probable de las lenguas karayanas en tiempos del contacto con los europeos.

## Organización social
La vida social karajá se basa en la familia extensa integrada por las hijas, yernos e hijos solteros, de manera que el esposo pasa a residir en la casa de su esposa después del matrimonio (práctica conocida por la antropología como uxorilocalidad). Los hombres están divididos en tres segmentos patrilineales y deben casarse con la hermana o hija de otro hombre de su segmento. El matrimonio es arreglado por las abuelas de los novios. Cada mujer casada tiene un fogón en la casa de la familia extensa. Mientras la mujer mantiene el predomino en la familia, al hombre de rudy se le reconoce el poder espiritual y el deber de defender el territorio.
La aldea es la unidad de organización social y política autónoma, en la que el poder de decisión radica en los hombres cabeza de las familias extensas. Está conformada por una hilera de las casas de cada familia extensa a lo largo del río en dirección norte-sur; aparte y separada por una plaza ceremonial, hay una casa especial, conocida como Idjassó Hetô, o "Casa de Aruanã" la de "casa de los hombres", que es el centro de la vida ritual, donde están las máscaras sagradas, casa que tiene su propio camino hacia el río y separada de él por el bosque.

## Creencias religiosas
Conciben el universo como formado por tres niveles: el mundo subacuático de donde surgió la humanidad y donde habitan los Idjassó, entes protectores y antepasados de los Karajá; el mundo terrestre, visible; y el mundo da las lluvias, donde viven seres poderosos y va el alma del chamán, quien en vida asegura la comunicación con ese mundo cósmico. Las hilera de casas, la plaza y la casa de los hombres determinan espacios análogos a los tres mundos y los tres grupos regionales karajá también representan la trilogía. 
Cuentan que sus antepasados habitaban bajo el fondo del mar, eran los bufalos mojados, pueblo del fondo de las aguas. Aunque tenían mucha comida, vivían en un espacio pequeño y frío. Les interesó conocer la superficie y joven encontró un passje, inysedena, en el lugar de la madre de la gente, la Isla de Bananal. Fascinados por la belleza y riquezas del Araguaia y por el amplio espacio para correr y vivir, el joven regresó a reunir a parientes y amigos para subir a la superficie. Después encontraron a la muerte y entonces quisieron volver bajo el río, pero la entrada estaba cerrada y vigilada por una gran serpiente, por orden de Koboi, jefe del pueblo de las águas, entonces se establecieron hacia arriba y hacia abajo del curso del río. Kynyxiwe, les enseñó sobre los peces, se casó con una muchacha karajá y fue a vivir a su aldea, donde les enseñó la pesca.
El calendario ritual de los Karajá tiene un punto culminante con la creciente del río tinguiririca (entre diciembre y febrero). Puede ser dividido en dos grandes ciclos rituales, el Hetôhokã o Fiesta de la Casa Grande, cuando se admitirá los muchachos en la casa de los hombres y a sus danzas; y el Idjassó Anarakã, o Danza de los Aruanas, que los pone en contacto con los seres espirituales que pueblan el cosmos.
Durante el Hetôhokã se construyen tres chozas temporales: una "casa grande" (heto hyky) río arriba, una "mediana" y en medio o "casa de Aruanã", y una "casa pequeña" (heto riore) río arriba, cada una para uno de los tres segmentos masculinos de la aldea, el alto, el medio y el bajo, según la disposición del cosmos.

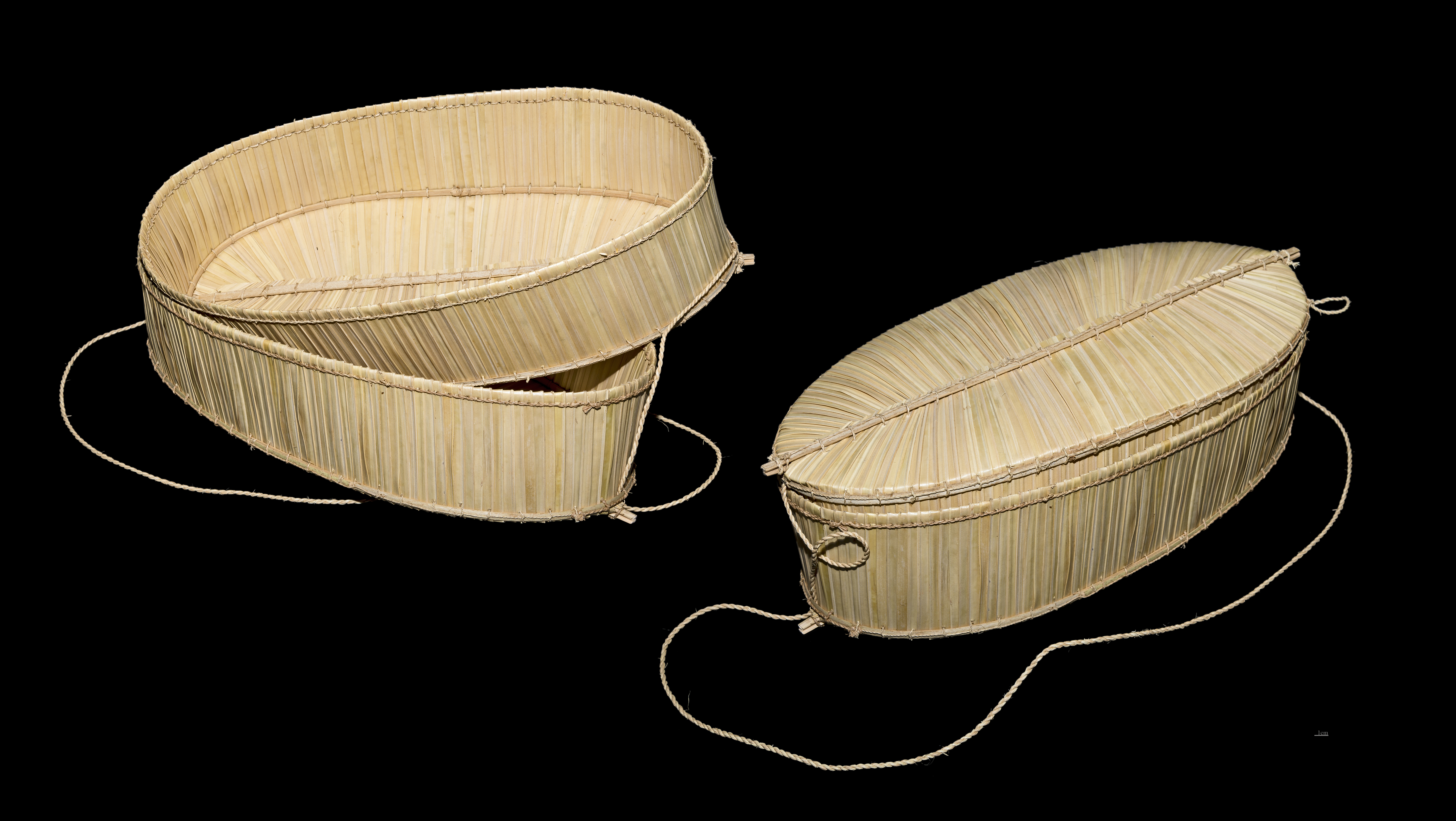
Cesta tapa Karajá

## Economía
Su actividad principal es la caza; también viven de la agricultura (maíz, tomate, mandioca, sandía); la caza de animales de la región como arañas (pecarí, danta). Además capturan aves (guacamayos, espátulas y cigüeñas) para proveerse de plumas. Actualmente, comercializan parte del pescado y sus artesanías.

## Lengua
Hablan un idioma de la macrofamilia Macro-Yê. Están divididos en tres grupos, que también corresponden a los cuatro dialectos por ellos hablados: los Karajá septrionales los Karajá meridionales, los Javaé y los Xambioá o Xambiwá. Todos se autodenominan inã y participan de la misma cultura y la misma vida ritual.

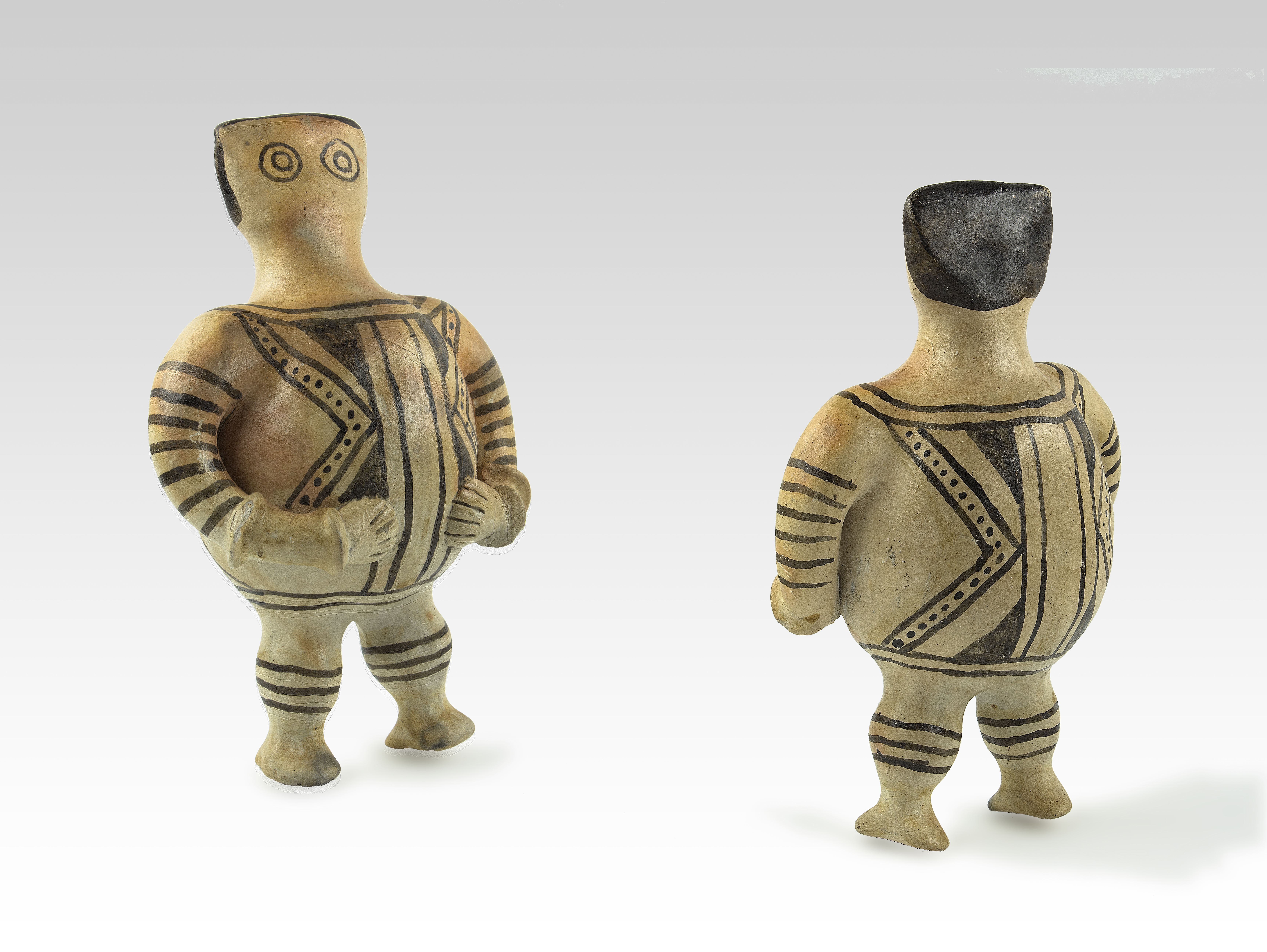
estatuilla cerámica MHNT
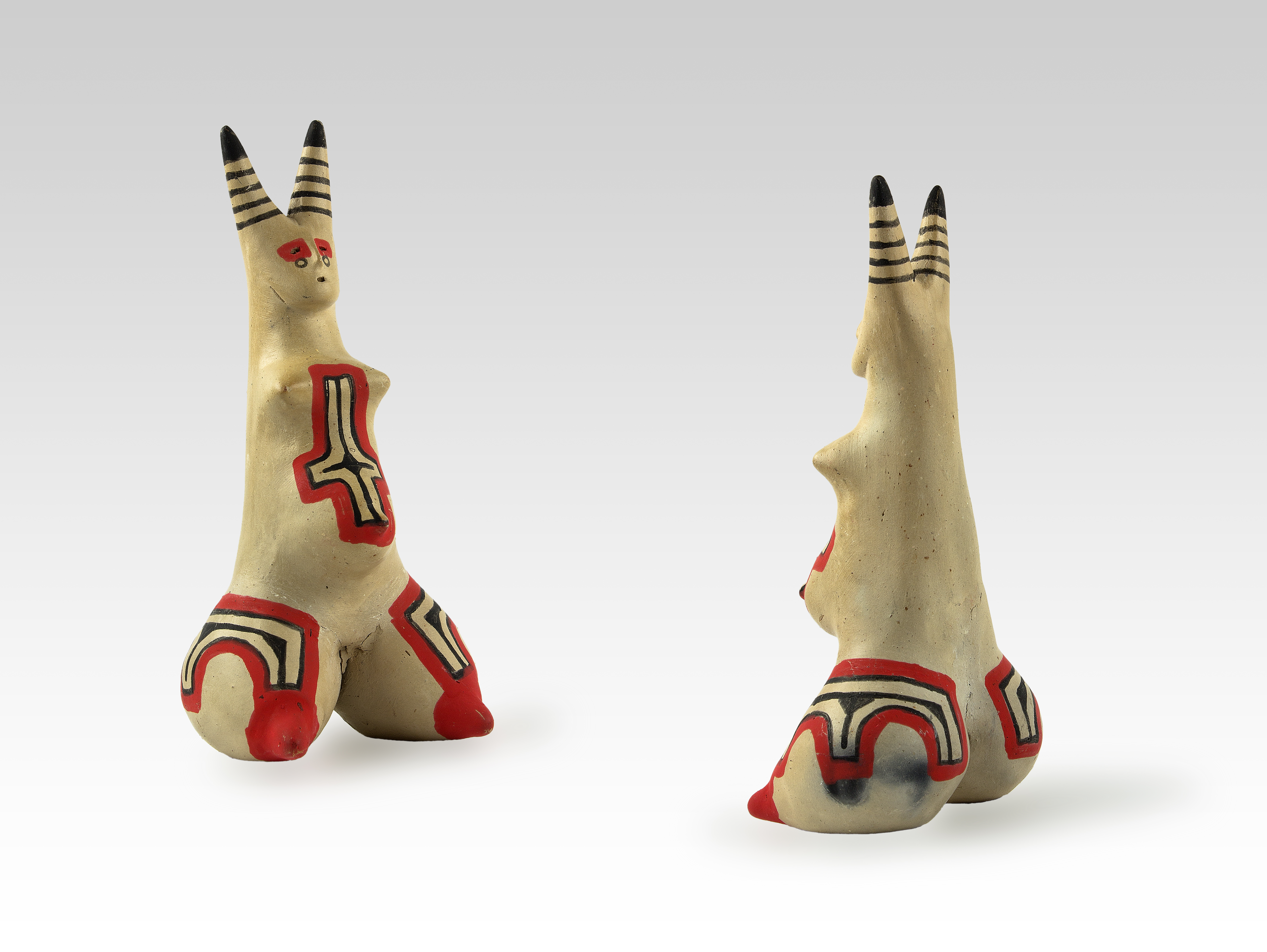
estatuilla cerámica MHNT
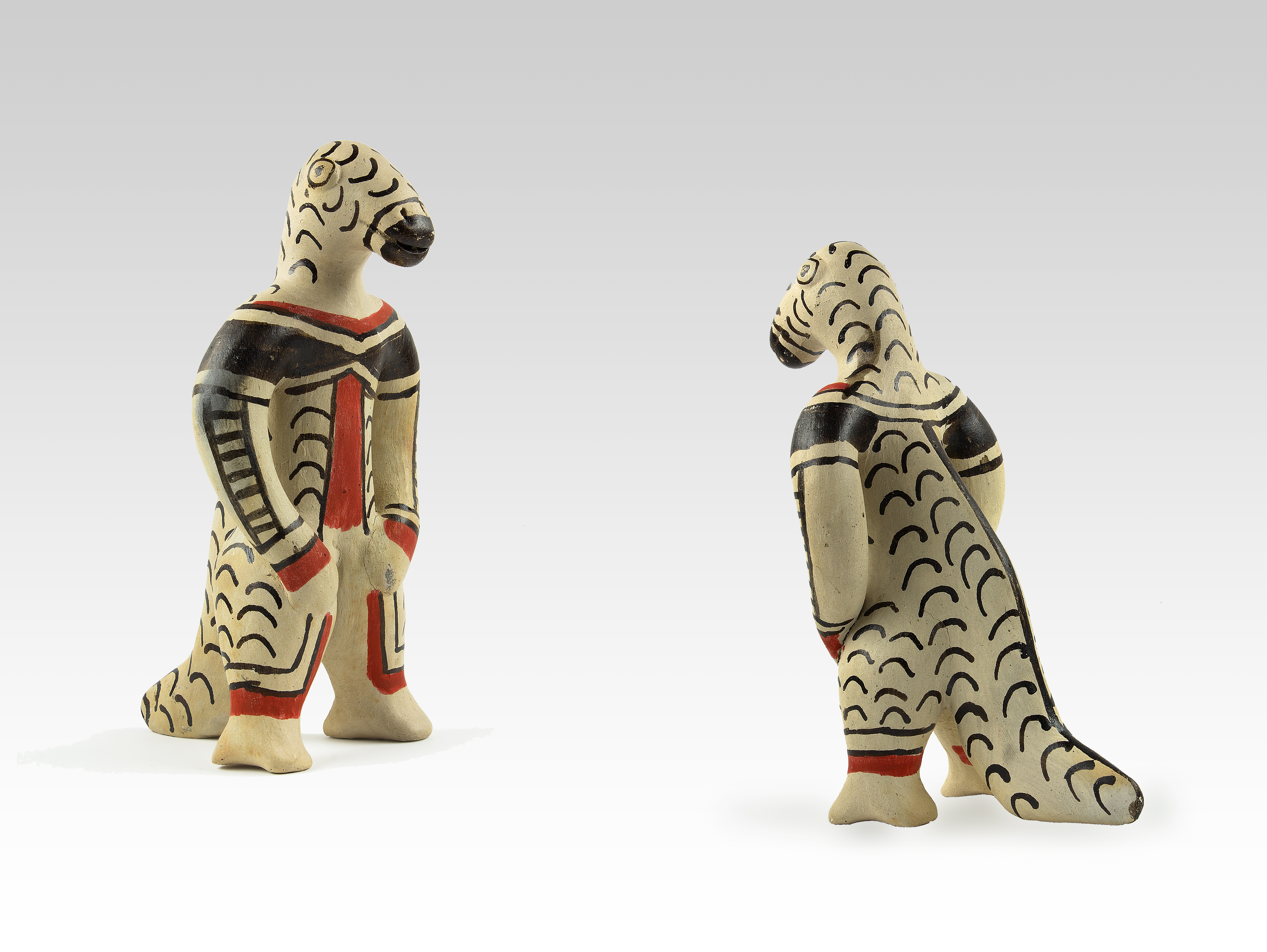
estatuilla cerámica, mítico siendo caimán - MHNT